# Detour-Nunatak
Der Detour-Nunatak ist ein großer, 6 km langer und 3 km breiter Nunatak im ostantarktischen Viktorialand. Er ragt zwischen dem Frazier-Gletscher und dem oberen Abschnitt des Mackay-Gletschers auf.
Die neuseeländische Mannschaft der Commonwealth Trans-Antarctic Expedition (1955–1958) benannte ihn so, weil beim Aufstieg über den Mackay-Gletscher ein Umweg (englisch detour) südlich an diesem Nunatak vorbei erforderlich war.